# Mawlet Batirow
Mawlet Batirow (ros. Мавлет Алавдинович Батиров; ur. 12 grudnia 1983 w Chasawjurcie, Dagestan) – rosyjski zapaśnik w stylu wolnym, dwukrotny mistrz olimpijski, mistrz świata, mistrz Europy.
Największym jego sukcesem jest złoty medal igrzysk olimpijskich w Atenach w kategorii do 55 kg i również złoto cztery lata później w igrzyskach olimpijskich w Pekinie, ale w kategorii do 60 kg. W 2007 roku zdobył złoty medal mistrzostw świata (rok wcześniej był trzeci), a w 2006 roku w okazał się najlepszy w mistrzostwach Starego Kontynentu.
Pierwszy w Pucharze Świata w 2007 roku.
Mistrz Rosji w 2004.
Jego brat Adam Batirow jest również zapaśnikiem, trzykrotnym medalistą mistrzostw Europy.